# Episodi di Coupling (prima stagione)
La prima stagione della serie televisiva Coupling, composta da sei episodi, andò in onda nel Regno Unito tra il 12 maggio e il 16 giugno 2000, mentre in Italia andò in onda nel 2003.
| n° | Titolo originale               | Titolo italiano                  | Prima TV UK    | Prima TV Italia |
| -- | ------------------------------ | -------------------------------- | -------------- | --------------- |
| 1  | Flushed                        | Scaricati                        | 12 maggio 2000 | 2003            |
| 2  | Size Matters                   | Taglia XXXL                      | 19 maggio 2000 | 2003            |
| 3  | Sex, Death & Nudity            | Sesso, morte e nudità            | 26 maggio 2000 | 2003            |
| 4  | Inferno                        | Inferno                          | 2 giugno 2000  | 2003            |
| 5  | The Girl With Two Breasts      | La ragazza con due petti         | 9 giugno 2000  | 2003            |
| 6  | The Cupboard of Patrick's Love | L'armadio degli amori di Patrick | 16 giugno 2000 | 2003            |